# Hrišćanstvo u Japanu
Hrišćanstvo u Japanu danas je religija malog broja građana. Hrišćanstvo je stiglo u Japan tokom takozvanog Hrišćanskog stoleća (1549-1639) u periodu Sengoku (1467-1600), kada je broj japanskih hrišćana zahvaljujući radu katoličkih misionara iznosio od 150 hiljada do pola miliona. Nakon ujedinjenja Japana u periodu Edo, hrišćanstvo je zabranjeno 1614, a zatim i aktivno iskorenjeno nakon pobune hrišćana u Šimabari (1637-1638) i proterivanja evropskih trgovaca (1639). Mali broj japanskih hrišćana uspeo je da sačuva svoju veru u tajnosti (skriveni hrišćani) sve do legalizacije hrišćanstva u  toku Mejdži reformi krajem 19. veka.

## Dolazak hrišćanstva u Japan
Japan je prvi put bio predstavljen zapadu zajedno sa dolaskom Marka Pola. Marko Polo je bio venecijanski putnik koji je proveo sedamnaest godina u Kini. U svojim „Putovanjima“ opisuje mnoga daleka mesta koje nije ni video, ali se među tim mestima nalazio Japan, koji se u to vreme nazivao Zipang. Japan je jako zaintrigirao Evropljane zbog količine zlata koje je Marko Polo opisivao.
Rad rimokatoličkih misionara u Japanu je počeo 1549. godine dolaskom jezuitskog sveštenika Fransisa Ksavijera sa dva prijatelja.
Ksavier je ostao u zemlji manje od tri godine pre nego što se vratio u Indiju a potom bezuspešno pokušavao da uđe u Kinu. Vremenom je u Japan stiglo i pojačanje, uglavnom španski i portugalski jezuiti, te je postignut značajan uspeh u naporima da se proširi hrišćanska vera, koja je do tada u Japanu bila zabranjena. Glavno polje aktivnosti bio je Kjušu, a vremenom je Nagasaki, gde je godišnji portugalski brod često bio usidren od 1571. godine, postao pravi hriscanski grad.
Tada u Japanu nije bilo efikasne vlasti te je Japan bio podeljen na desetine feuda kojima su vladali daimjo. Misionari su uspeli da preobrate neke od gospodara, koji su vršili pritisak na svoje podanike da i oni slede njihov primer i preobrate se u hrišćanstvo.
Do 1582. godine, trideset i tri godine nakon dolaska Ksavijera, pregršt misionara (nikada ih nije bilo više od pedeset jezuitskih sveštenika istovremeno u zemlji) uspostavilo veliku hrišćansku zajednicu za koju se smatralo da broji oko sto pedeset hiljada vernika.

## Alesandro Valinjano
Alesandro Valinjano je ušao u katolički monaški red Društvo Isusa u Rimu 1566. godine, a njegovi pretpostavljeni su veoma brzo uočili njegove izuzetne administrativne talente, te je sa svega 34 godine bio postavljen za Vizitora (inspektora) jezuitske misije u Aziji. On je stigao u Japan 1579. godine, započevši svoju prvu od tri posete toj zemlji. Valinjano je insistirao na studiranju japanskog jezika koji su svi misionari morali da pohađaju.
Valinjano je osnovao dva velika internata posvećena dečacima, jedan se nalazio blizu Kjotoa, i drugi u Kjušu. Učenici ovih internata su učili tradicionalne predmete poput japanskog pisma i literature, a učili su jezike poput portugalskog i latinskog. Najtalentovaniji učenici su učili evropsku muziku, slikarstvo i gravuru. Radile su se vežbe hrišćanske pobožnosti u nadi da će učenici kasnije postati sveštenici.

### Finansije
Jedan od većih problema koje je crkva u Japnu imala su bile finansije za održanje misionarskig rada. Pošto je Japan bio dalji od Evrope, sav novac koji je bio namenjen misionarskom radu, često je kasnio ili nije ni stizao. Finansijska pomoć koja je dolazila iz Evrope i drugih mesta nije bila dovoljna, i tako su nastali problemi i oštetili opstanak misije.

### Stav Japanaca prema hrišćanstvu
Uz nedostatak finansija jezuiti su se suočavali sa problemom i odnosa sa Japancima. Evropski posmatrači su ukazivali na visoko poštovanje koje su Japanci osećali prema svojoj naciji i kulturi. Valinjano je želeo da Evropa postane poznatija Japanu, ali i da Japan postane poznatiji Evropi. Isto je smatrao da moć renesansne Evrope postane konačno priznata u Japanu.

### Franjevački kaluđeri
Tu je bio i treći problem sa kojim se Valinjano suočavao, pitanje koje se nije odnosilo samo na Japance. To pitanje bilo je izuzetno kontraverzno, i izazvalo je veliku gorčinu koja će trajati godinama. Hrišćansku misiju u Japanu započeo je Fransis Ksavijer 1549. godine, mada sa njim su radila dva pratioca koja su bili Španci, ova misija je smatrana portugalskim projektom. 
Još od samog početka, ova misija je bila u rukama jezuita i oni sami su priznavali da je broj misionara koji su radili na ovoj misiji u Japanu bio nedovoljan da bi se izašlo u susret zahtevima crkve u razvoju, te su pojačanja bila krajne neophodna. Pozitivne vesti o širnju hrišćanstva u Japanu, pročule su se do franjevaca, pa su oni hteli da se pridruže misiji širenja hrišćanstva u Japan. Razni religijski redovi su radili rame uz rame u drugim zemljama, te se činilo da nema potrebe da Japan bude izuzetak.
Nedostatak ljudi u misionarskom radu bio je poznat i činio se razumnim, ali se Valinjano protivio uvođenju drugih religijskih redova. Valinjano se plašio da sa će dolazak pripadnika nižih redova, neiskusnih u japanskom načinu života i običajima, samo odvesti korak nazad u njihovoj politici prilagođavanja lokalnoj kulturi. 
Najveće kontroverze su se temeljile na rivalstvu između prosjačkih redova i veoma uspešnih redova jezuita. Ovo neprijateljstvo je trajalo godinama, ali se pogoršalo 1580. Godine kada je Filip II od Španije (1527—1598) stupio na Portugalski presto kao Filip I od Portugala, započinjući period koji Portugalci nazivaju „svojim godinama zatočeništva“. Franjevački kaluđeri s Filipina nisu se slagali sa Valinjanovim stavom i njegovu politiku smatrali su uvredljivom i nerazumnom. Ovakvo neslaganje između jezuita i franjevačkih kaluđera izrašće u svadje među ljudima dobre volje koji su bili poslati da šire veru koja propoveda ljubav i mir između ljudi, ali su svoje vreme i energiju trošili na svađe i prepiranje.

## Pripremanje poslanstva
Ambasada predstavlja vladu jedne zemlje u odnosima sa drugom. Valinjano, nije imao dozvolu da stvori tako nešto, mada u Japanu u to vreme nije postojala centralna vlast koja bi je zastupala. Valinjano se umesto toga zadovoljio manje ambicioznim projektom i poveo bi manje poslanstvo u ime 3 hrišćanska daimjoa iz Kjušua. Ova grupa je imala za zadatak da ode u Evropu i dostavi pisma od tri daimjoa Papi, koja izražavaju duboko poštovanje, i posetili bi neke od poznatih gradova katoličke Evrope.
Jedna manja grupa japanskih hrišćana pod vođstvom jezuita na putovanju kroz Portugaliju, Španiju i Italiju bi nesumnjivo privukla pozitivnu pažnju i pomogla u rešavanju nekih ako ne i svih problema misije. Po povratku poslanstva njeni članovi bi onda mogli dati svojim zemljacima izveštaje iz prve ruke o očaravajućim gotskim katedralama, kastelima i palatama renesansne Evrope. To je bio jako maštovit i hrabar plan, i sasvim se uklapao u Valinjanov snažan karakter.
Užurbanost da se Valinjano iz Japana vrati u Indiju 1582. godine ograničila je izbor delegata, jer su isti morali živeti blizu Nagasakija i biti lako dostupni za tako brz polazak. Ovaj užurbani polazak je kasnije stvarao probleme u sastavljanju darova koji bi se kasnije davali japanskim domaćinima. 
Tri hrišćanska daimjoa čiji su predstavnici išli u Evropu su bili Otomo Sorin (kršteno ime Franja 1578), Arima Harunobu (Protazije 1579), Omura Sumitada (Vartolomej, 1563). Od njih trojice Otomo Sorin je ubedljivo bio najmoćniji. Njegovo mesto u poslanstvu pripalo je Mancu rodjenom 1569. godine, unuku Ita Jošisukea, gospodaru Hjuga, koji je bio rodjak Franje iz Bunga. Njegovo vlastito japansko ime je bilo Sukemasu.
Martin Hara i Julian Nakaura su odlučili da se pridruže grupi kao pratioci izaslanicima. Prvi je rođen 1568. godine i bio je u srodstvu sa porodicom Omura. Julian je rođen u hrišćanskoj porodici 1568. godine u Nakauri, oblast Omura , a njegov otac je bio komandant. Oni su svi bili učenici jezuitske škole u Kjušu-u. Vazno je napomenuti da, u svojim obimnim spisima, Valinjano stalno navodi izaslanike i njihove pratioce kao os meninos, mocos, los ninos (“dečake”) ili jovenes nobres (‘plemenite mladiće’) sto ukazuje na njihovu mladost.
Pošto su mnogi pokušavali da diskredituju poslanstvo, mnogi kritičari su tvrili da je ta grupa sastavljena od siromašnih ljudi najnižeg društvenog ranga.
Kaludjer Martin de la Asension žustro napada ovo poslansto, nazivajući izaslanike „siromašnim mladićima, sinovima običnih ljudi, koji ni pirinča ne bi imali jesti da se nisu prihvatili verskog života… i lutali bi naokolo proseći milostinju”. Valinjano je bio svestan ovih glasina ali je negirao optužbe da je poslanstvo u Evropi pod pokroviteljstvom jezuita u stvari bila prevara.
Još jedan kritičar koji je bio španski jezuita koji je radio u Japanu je bio Pedro Ramon i stigao je u Japan 1577. godine i bio je povezan sa Otomom Sorinom. On tvrdi da pisma koja su bila prezentovana Papi na svečanom prijemu u martu 1585. godine su bila lažna. On ne samo da umanjuje njihov socijalni status, već u pismu koje je poslato Rimu 15. oktobra 1587.godine navodi da daimjo od Bunga nije bio svestan poslanstva u Evropi.
Valinjano je bio odlučan da pošalje mlade izaslanike u Evropu, on objašnjava da su oni svi odabrani zbog svojih mladih godina, i da im to dozvoljava da podnesu teškoće dugih putovanja i da će im biti lakše da se prilagode Evropskoj hrani i životu. A kada se vrate u Japan da ispričaju svoje doživljaje i iskustva iz prve ruke.
Valinjano se nadao da će mladići biti inpresionirani gotskim katedralama, palatama i zamkovima, ali je insistirao na tome da mladići ne smeju da vide ništa negativno što može da im promeni mišljenje, i što može da ostavi drugačiji utisak na njih. Da bi upotpunio poslanstvo Valinjano bira jezuita Dioga de Meskitu, da mladićima bude vodič, mentor, učitelj, prevodilac, i pre svega čuvar. Meksita je pratio mladiće kroz njihova putovanja u Portugaliju, Španiju i Italiju i imao je zadatak prevodioca na prijemu kod Pape i kralja. On se zatim vratio u Japan zajedno sa njima, tako postavši prvi od nekoliko jezuitskih misionara koji se vratio u Evropu a onda otputovao nazad za Japan.
Da bi bili dokazi o putovanju, mladići su bili upućeni da pišu o najupečatljivijim mestima i događajima na ovom putovanju. Kako jezuita Eduardo de Sande navodi: „Stoga nasi Oci nikada ne zaboraviše da je jedan od glavnih ciljeva ovog poslanstva da ovi mladići plemenita roda treba da se vrate u domovinu i da šire medju svojim sunarodnicima detaljne informacije o nasim krajevima, te ih oni često podsećaju da moraju posmatrati, zabeležiti i sačuvati u pisanoj formi sve ono sto su doživeli tokom svog dugog hodočašća. Oni su bili tako divnog karaktera i u poslušnosti, da odmah zapisivaše u svoje dnevnike sve što im se beše učinilo značajnim i vrijednim pamćenja…“
Ovih beležaka danas više nema, pa se ne zna do koje mere su one prepravljane. Neke od ovih beležaka su sastavljene na portugalskom jer Frois u ovim beleškama navodi dugačke i detaljne opise Vila Vicose, Toledo katedrale i Eskorijala.
Japanci su bili smešteni u jezuitskom koledžu koji se sastojao od 25 ljudi, gde su nastavili svoje studije latinskog i portugalskog jezika, a lokalna crkva ih je podučavala zapadnoj muzici. Ova grupa je bezuspešno pokušavala da otputuje za Gou, jer su vremenski uslovi oba puta bili nepovoljni. Kasnije Valinjano šalje svog izaslanika kopnenim putem u Gou da obavesti o dolasku grupe u Kosin, a vicekralj Indije Francisko de Maskarenas, je poslao brod da poželi dobrodošlicu putnicima. Japanci su konačno sitgli u Gou 28. Novembra. Naredne godine mladići upoznaju Papu po kojem je Gregorijanski kalendar dobio ime.

## Od Indije do Evrope
U Goi maldići su bili smešteni po željama Valinjana, u jezuitskom koledžu Sveti Pavle. Ksavijer je bio u ovom gradu pre nego što je krenuo sredinom aprila 1552. godine na svoje neuspešno putovanje u Kinu, gde je umro krajem iste godine u 46-toj godini. Osim zvaničnih poseta visokim zvaničnicima, japanski posetioci su imali mnogo što šta videti u Goi. Fransoa de Pirard je stigao u Gou 1608. godine, i pominje vicekraljevu palatu, katedralu i arhibiskupovu palatu, franjevačku crkvu (“najzgodniju i najbogatiju na svetu”), jezuitsku crkvu (sagrađenu 1560.godine ) i koledž i ogromnu dominikansku crkvu (završenu 1564.godine). Pirard opisuje građevine u kojima se rukovalo velikim trgovačkim brodovima, ali najviše pohvala pridodaje Kraljevskoj bolnici u kojoj je dva puta boravio kao pacijent. Takođe, Pirard opsuje gradski zatvor, ali ne sa toliko pohvala. 
Još jedan aspekt života u Goi facinira Japance koji su dolazili iz monolingvalne zemlje, a to je bila neverovatna mešavina nacionalnosti koji su živeli u tom gradu. Tu je bilo Indijanca, Portugalaca, Jermenina, Gujurata i drugih.
Mladići su dobili bili tako lepo gostoprimstvo u Goi. Valinjanova želja je bila da on lično isprati mladiće u Evropu, ali mu je to bilo onemogućeno jer je Rim Valinjana postavio za vrhovnog jezuitskog sveštenika u Indiji, to ga je obavezivalo da mora da ostane u Indiji. Lisabon je bio prva luka u kojoj su mladići doputovali u Evropu, i nudila im je neki uvod u evropsku kulturu. Lisabon se tada mogao pohvaliti divnim palatama, katedralama, manastirima i crkvama, od kojih se mnoge uprkos zemljotresu 1755. godine još uvek mogu posetiti. Raskoš i veličina ovih građevina su impresionirali mladiće i još dobra i topla dobrodošlica su ih činili još zadovoljnijim. 
Vest o njihovom dolasku je prenesena kardinalu Albertu (1559—1621) nadvojvodi Austrije, sinu cara Maksimilijana, bratu cara Rudolfa II, nećaku Karla V, nećaku Filipa II i kraljevom predstavniku u Portugaliji.

## Nikolaj Kasatkin
Sveti Nikola Kasatkin je doneo pravoslavlje u Japan u 19. veku. 1861. godine Ruska pravoslavna crkva ga je poslala u grad Hakodate, da bude sveštenik u ruskom konzulatu. Iako je šogunska vlast u Japanu branila prelazak u hrišćanstvo, 1864. godine se nekoliko redovnih posetilaca hrama pokrstilo. Nikolaj je ostao u Japanu i za vreme Rusko-Japanskog rata, širio hrišćanstvo i postao prvi episkop Japanske pravoslavne crkve.
Japanska liturgija se vrši na japanskom jeziku, i crkveno-slovenskom.
Prosvetitelj Japana Nikolaj Kasatkin (1863—1912), je proglašen za svetitelja 1970. godine i njemu je posvećen hram u Nagasaki. Preveo je na japanski Sveto pismo i bogoslužbene knjige. Njegova najpoznatija dela su: Pisma iz Japana, Japan i Rusija. Središte njegove misije bio je Tokio. 1890. godine u Tokiu je podignut prvi pravoslavni hram. Japanska crkva je stekla autonomiju 1970 i prvi arhiepiskop bio je Vladimir, a od 1972. japanac Teodosije. Pravoslavnih hrišćana u Japanu danas ima oko 40.000.

## Literatura
- Ballhatchet, Helen (2007). „Christianity and Gender Relationships in Japan: Case Studies of Marriage and Divorce in Early Meiji Protestant Circles”. Japanese Journal of Religious Studies. 34 (1): 177—201. JSTOR 30234180.
- Germany, Charles H., ed. The Response of the Church to Changing Japan. New York: Friendship Press, 1967.
- Samuel, Lee. The Japanese & Christianity: Why is Christianity Not Widely Believed in Japan (Amsterdam: Foundation University Press, 2014).

## Spoljašnje veze
- Hrišćanstvo u Japanu Архивирано на веб-сајту  (6. децембар 2013)
- History of the Japanese Catholic Church by the Daughters of St. Paul convent; Tokyo, Japan
- What was Japan’s Christian Century (1550–1650)? by JARS: Japanese Association for Renaissance Studies
- Christianity is popular in Japan today, Orthodox Portal
- Japanese Living Bible Архивирано на веб-сајту  (6. јануар 2010)
- Japanese Bible Society Архивирано на веб-сајту  (26. април 2017)
- The Christian Century in Japan, by Charles Boxer